# Fujitsu Cup
La Fujitsu Cup (富士通杯) è una competizione internazionale di Go disputata tra il 1988 e il 2011.

## Torneo
Il torneo fu organizzato dalla Nihon Ki-in e prese il nome dall'azienda Fujitsu, che ne fu lo sponsor principale insieme al giornale Yomiuri Shimbun.
Il torneo vide la partecipazione di 24 partecipanti (32 nell'ultima edizione). I giocatori furono così ripartiti per provenienza:
- i 3 migliori piazzati della precedente edizione, indipendentemente dalla nazionalità
- 7 dalla Nihon Ki-in (Giappone)
- 5 selezionati dalla Zhōngguó Wéiqí Xiéhuì (Cina)
- 5 dalla Hanguk Kiwon(Corea del Sud)
- 1 dalla Taiwan Chi Yuan (Taiwan)
- 1 dall'American Go Association (Stati Uniti d'America)
- 1 dal Sud America
- 1 dalla European Go Federation (Europa e paesi limitrofi)

I 24 giocatori disputarono tutti un turno preliminare, gli otto migliori di questa fase avanzarono direttamente al secondo turno, mentre i rimanenti sedici affrontarono il primo turno. I turni erano organizzati con partite secche a eliminazione diretta. Il premio per il vincitore fu di 15.000.000 Yen (oltre 100.000 euro).
Nel dicembre 2011 la Nihon Ki-in annunciò la chiusura del torneo.

## Albo d'oro
| Anno | Vincitore        | Finalista        |
| ---- | ---------------- | ---------------- |
| 1988 | Masaki Takemiya  | Rin Kaiho        |
| 1989 | Masaki Takemiya  | Rin Kaiho        |
| 1990 | Rin Kaiho        | Nie Weiping      |
| 1991 | Cho Chikun       | Qian Yuping      |
| 1992 | Hideo Otake      | Ō Rissei         |
| 1993 | Yoo Chang-hyuk   | Cho Hun-hyun     |
| 1994 | Cho Hun-hyun     | Yoo Chang-hyuk   |
| 1995 | Ma Xiaochun      | Kōichi Kobayashi |
| 1996 | Lee Chang-ho     | Ma Xiaochun      |
| 1997 | Kōichi Kobayashi | Ō Rissei         |
| 1998 | Lee Chang-ho     | Chang Hao        |
| 1999 | Yoo Chang-hyuk   | Ma Xiaochun      |
| 2000 | Cho Hun-hyun     | Chang Hao        |
| 2001 | Cho Hun-hyun     | Choi Myung-Hoon  |
| 2002 | Lee Se-dol       | Yoo Chang-hyuk   |
| 2003 | Lee Se-dol       | Song Tae-kon     |
| 2004 | Park Yeong-hun   | Yoda Norimoto    |
| 2005 | Lee Se-dol       | Choi Cheol-han   |
| 2006 | Park Jung-sang   | Zhou Heyang      |
| 2007 | Park Yeong-hun   | Lee Chang-ho     |
| 2008 | Gu Li            | Lee Chang-ho     |
| 2009 | Kang Dong-yun    | Lee Chang-ho     |
| 2010 | Kong Jie         | Lee Se-dol       |
| 2011 | Park Jung-hwan   | Qiu Jun          |